# Futbol'nyj Klub Temp Šepetivka
Il Futbol'nyj Klub Temp Šepetivka (in ucraino Футбольний клуб «Темп» Шепетівкa?, meglio noto come Temp Šepetivka, è stata una società calcistica ucraina con sede nella città di Šepetivka. Ha militato per tre stagioni nella Vyšča Liha, la massima serie del campionato ucraino di calcio.

## Storia
Fondata nel 1990, in seguito al crollo dell'Unione Sovietica ha preso parte al campionato ucraino, militando tra il 1992 e il 1994 nella massima serie ucraina. Dopo essere retrocessa dapprima in seconda serie, poi in terza serie nel giro di due stagioni, nel 1996 la società si è sciolta per motivi finanziari.

## Palmarès

### Altri piazzamenti
- Perša Liha:

Secondo posto: 1992-1993